# Plomin Luka
Plomin Luka is een plaats in de gemeente Kršan in de Kroatische provincie Istrië. De plaats telt 204 inwoners (2001).